# Malvina Reynolds
Malvina Reynolds (San Francisco, 23 de agosto de 1900 – Berkeley, 17 de março de 1978) foi uma cantora e compositora americana de folk e blues, mais conhecida por suas composições, especialmente as canções "Little Boxes" e "Morningtown Ride."

## Início
Malvina Milder nasceu em San Francisco, filha de David e Abagail Milder, imigrantes judeus e socialistas, que se opuseram ao envolvimento na Primeira Guerra Mundial.
Ela casou-se com William ("Bud") Reynolds, um carpinteiro e organizador de trabalho, em 1934. Eles tiveram uma filha, Nancy Reynolds Schimmel (que também se tornaria música e compositora), em 1935. Malvina ganhou seu bacharelado em artes e seu mestrado em língua inglesa na Universidade da Califórnia em Berkeley, obtendo mais tarde um doutorado ali, finalizando sua tese em 1938.

## Carreira
Embora tocasse violino em uma banda dançante por volta dos 20 anos, ela começou sua carreira de compositora mais tarde. Ela já estava próxima aos 50 anos quando encontrou Earl Robinson, Pete Seeger e outros cantores e compositores. Ela retornou aos estudos na universidade em Berkeley, onde estudou teoria musical. Veio a compor algumas canções populares, dentre elas Little Boxes (1962), gravada por Pete Seeger e outros, What Have They Done to the Rain" (1962), recorded by The Searchers, The Seekers, Marianne Faithfull, Melanie Safka e Joan Baez (sobre cinza nuclear), "It Isn't Nice" (um hino pelos direitos civis), "Turn Around" (1959) (sobre o processo de crescimento das crianças, mais tarde cantada por Harry Belafonte), e "There's a Bottom Below" (sobre depressão). Reynolds também se notabilizou pela composição de músicas infantis, incluindo "Magic Penny" (uma tradicional canção folk londrina durante a década de 1940) e "Morningtown Ride" (1957), um single no Top 5 britânico em dezembro de 1966, gravado por The Seekers.
Uma cinebiografia, Love It Like a Fool, foi feita poucos anos após a morte dela em 1978. A canção mais famosa de Reynolds, "Little Boxes" (famosa na voz de Pete Seeger), desfrutou uma renovada popularidade ao se tornar tem da série de televisão Weeds. "Little Boxes" foi inspirada visualmente pelas casas dos subúrbios em Daly City, Califórnia. Nancy Reynolds Schimmel, filha de Malvina Reynolds, descreveu:
| “ | Minha mãe e meu pai vinham dirigindo em direção ao sul vindos de San Francisco e passavam por Daly City quando minha mãe teve a ideia para a canção. Ela pediu a meu pai que assumisse o volante e a escreveu no caminho para o encontro em La Honda, onde ela iria cantar numa reunião da Friends Committee on National Legislation. Quando a revista Time (creio eu, talvez a Newsweek) quis uma foto ela apontando o lugar com as casas que a inspiraram, ela não pôde encontrá-las porque tantas haviam sido construídas em torno delas e as colinas estavam totalmente cobertas. | ” |

Em seus últimos anos, Malvina Reynolds contribuiu com canções e material para Sesame Street, exibida pela Public Broadcasting Service, fazendo aparições ocasionais com uma personagem chamada Kate, uma cantora de folk.

## Fatos
Em 1979, o conjunto de cromos Supersisters foi produzido, tendo um dos cromos com a foto e o nome de Reynolds.
Reynolds era unitária universalista.